# T-64
T-64 bio je prvi sovjetski tenk s tri člana posade, što je posljedica ugradnje automatskog punjača za top. Dizajnira se u isto vrijeme kad i T-72. Prvi prototip završen je 1960. godine, dok je serijska proizvodnja pokrenuta tijekom 1969. godine. Novost je bio i 125 mm top s glatkom cijevi, koji je kasnije postala standard za sve ruske tenkove. Na njegovoj osnovi razvijen je uspješniji T-80. Svoje vatreno krštenje T-64 je doživio 20. lipnja 1992. tijekom borbi kod grada Bendera u Moldovi.

## Vatrena moć
Osnova vatrene moći T-64 je top 125 mm 2A26M2 s automatskim punjačem s okomito postavljenim streljivom za kojeg se govori da je opasan za posadu. Zbog toga su kasniji tenkovi (T-72, T-80, T-90) dobili automatske punjače s vodoravno postavljenim streljivom. Uz obično streljivo inačica T-64B je opremljena i sa sustavom 9K112-1 koji se koristi vođenom protuoklopnom raketom 9M112M Kobra s kojim može uništavati ciljeve na udaljenostima do 4000 metara. Probojnost je 600 mm homogenog čeličnog oklopa. Može gađati nepokretne i pokretne mete iz pokreta.

## Oklopna zaštita
Oklop T-64 sastoji se od čeličnih ploča za tijelo i ljevani pancirni čelik za kupolu. Na posebno osjetljiva mjesta s prednje i čeone strane tijela kupole postavljen je oklop koji se sastoji od čelika i umetaka od stakloplastike. Postavlja se i reaktivno-eksplozivni oklop.
- 3-struki kompozitni oklop(K formula), s debljinom između 450 i 20 mm:
  - prednja strana: 120 mm čelik, 105 mm staklena vlakna, 40 mm čelik.
  - bočna strana: 80 mm čelik.
  - prednja strana kupole: 150 mm čelik, 150 mm staklena vlakna, 40 mm čelik

## Pokretljivost
T-64 pokreće dizelov dvotaktni, petocilindrični motor 5DTF snage 700KS i maksimalna brzina je 75 km/h. Domet mu je 400 km.
- brzina na cesti: 75 km/h.
- brzina na terenu: 35 km/h.
- omjer snaga - težina: 16,2 t.
- doseg: 400 km, 500 km s vanjskim spremnicima.
- pritisak na tlo:  88 kPa.
- dubina 1,8 m u vodi, s disalicom 5 m.
- najveći uspon 30°.

## Korisnici
- Rusija - 4000, većinom u rezervi.
- Ukrajina - 2281, većinom nadograđeni
- Uzbekistan - 100

## Vanjske poveznice
- (de) Kampfpanzer T-64
- (en) T-64  Arhivirana inačica izvorne stranice od 21. siječnja 2009. (Wayback Machine) i Bulat  Arhivirana inačica izvorne stranice od 19. listopada 2004. (Wayback Machine) na KMDB (Stranica proizvođača)